# 口唇口蓋裂
口唇口蓋裂（こうしんこうがいれつ）とは、先天性異常の一つであり、軟口蓋あるいは硬口蓋またはその両方が閉鎖しない状態の口蓋裂と、口唇の一部に裂け目が現れる状態の口唇裂（唇裂）の総称。症状によって口唇裂、兎唇（上唇裂）、口蓋裂などと呼ぶ。俗語では「ミツクチ」「兎口」などと呼ばれた。
口唇口蓋裂の有病率は日本では出生500人あたり1人程度。有病率は人種によって異なる。古くは外科手術も発展しておらず成人しても裂け目が残っているケースもあったが、後に治療法が確立し、ほとんどが外科手術により治療可能で治療痕も目立たなくなっている。（参考: #治療、#グループごとの有病率）

## 口唇裂
口唇の一部に裂け目が現れる奇形を口唇裂、唇裂と呼ぶ。

### 種類
口唇裂は、鼻まで達する完全口唇裂、達しない不完全口唇裂、他に片側性・両側性の場合がある。また、軽微な口唇裂を痕跡唇裂と言う。痕跡唇裂は、赤唇縁の小さなへこみや、唇から鼻の穴までの傷痕のように見える。ただし外見上は軽微な変化であっても、その下にある口輪筋への影響があり、再建手術を必要とする場合がある。痕跡唇裂の新生児は、形成外科医、口腔外科医、頭頸部外科医、耳鼻科医、言語病理学者、言語聴覚士などからなる頭部顔面治療チーム (craniofacial team) に早急に見せ、口唇裂の深刻度を判断してもらうことが通知されている。

片側不完全
片側完全
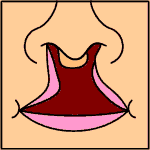
両側完全

### 原因
一次口蓋の形成時に起こる上顎隆起と内側鼻隆起の癒合不全によるものである。また上唇裂の場合、環境的要因や遺伝的要因も指摘されており、胎児脳内圧の異常亢進や風疹、薬物などが報告されている。

### 外科的治療
外科的治療としては、口唇形成術がある。これは、口唇の形態と機能を回復を目的とするもので、一般的に、生後3カ月以降、体重5kg以上に行われることが多い。
片側唇裂に対しては、Millard(ミラード)の飜転伸展弁法(rotation advancement法)や、Cronin(クローニン)の三角弁法、あるいはこれらに準じた方法が代表的である。両側唇裂には、片方ずつ2回に分けて披裂を閉鎖する二期法と、両側を同時に披裂を閉鎖する一期法がある。一期法では、Mulliken(マリケン) 法、Manchester (マンチェスター)法などが代表的である。二期法では、片側唇裂で行われる術式を約3ヶ月空けて左右それぞれに行う。
その後、5、6歳から成人に、口唇修正術 (二次手術)、唇裂鼻修正術などを行う。

## 口蓋裂
口蓋部における破裂があるものを口蓋裂という。口蓋裂を示す動物では、口腔と鼻腔が直接交通する。ヒト以外の動物では犬、特に短頭種での発生が多く、馬ではまれに認められる。

### 種類
軟口蓋の正中にのみ裂のある軟口蓋裂、硬口蓋から軟口蓋の正中に裂のある(硬軟) 口蓋裂、口唇・歯槽骨・硬口蓋軟口蓋に裂が連続する唇顎口蓋裂、粘膜下に骨欠損や筋組織の断裂がある粘膜下口蓋裂などがある。

### 原因
両側の外側口蓋突起や、一次口蓋と鼻中隔の癒合不全による。

### 外科的治療
口蓋に破裂のある場合は口蓋を閉鎖する口蓋形成術を行うが、唇裂を合併する場合は唇裂に対する手術を先に行う。
手術の基本は破裂部の裂縁に新鮮創を作り、口蓋の弁を寄せて縫合すると同時に、弁を後方へ移動する。その際の切開線によって、Wardill(ウォーディル) 法、push back法、Furlow(ファーラー)法などに分類され、口蓋弁の剥離方法によって、粘膜骨膜弁法、粘膜弁法などに分類されている。
硬・軟口蓋を1回で閉鎖する一段階法と、軟口蓋を先に閉鎖して、硬口蓋を後に閉鎖する二段階法 (Perko (ペルコ)法)に分類される。

### 内科的治療
誤嚥性肺炎を併発することが多く、内科的治療としては誤嚥性肺炎の発生を防ぐことに努める必要がある。

## 治療

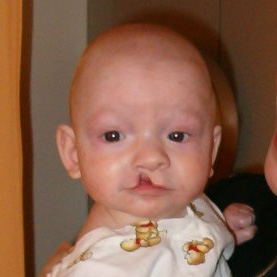
片側不完全口唇裂治療前の生後3か月男児
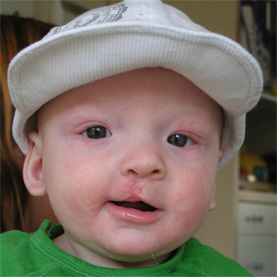
同じ男児、術後1か月
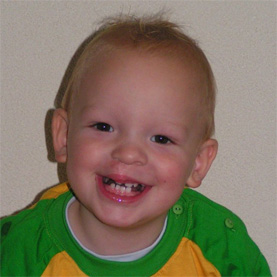
同じ男児、生後18か月。年齢と共に痕が目立たなくなっていくのが分かる

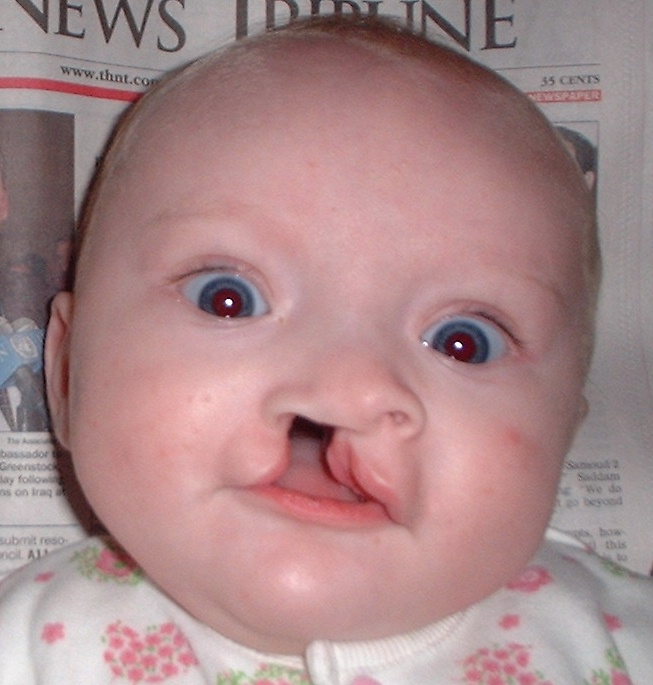
片側完全口唇裂治療前の生後6か月女児
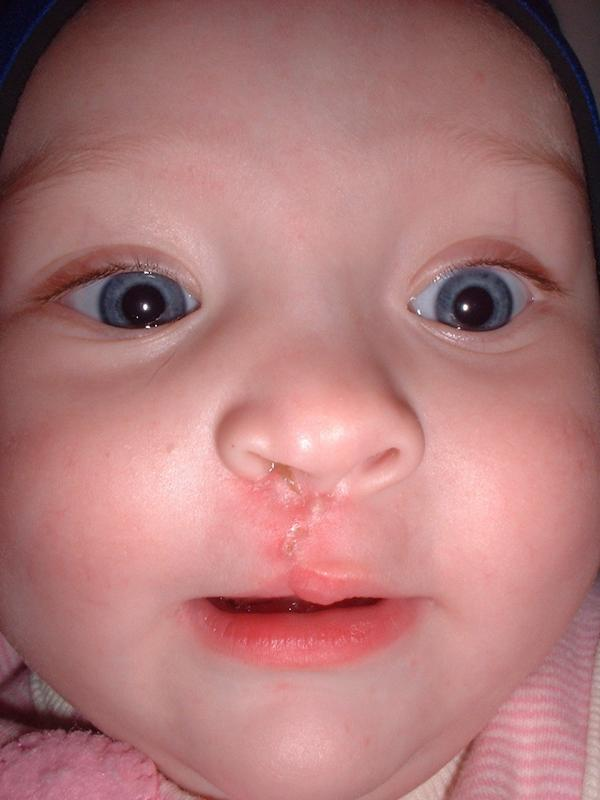
同じ女児、術後1か月
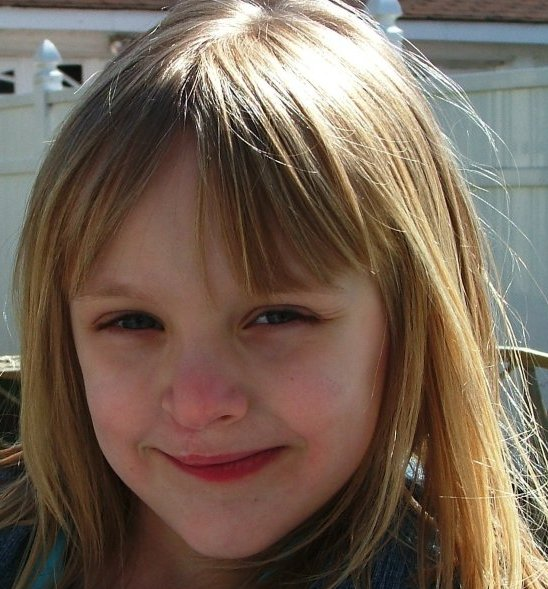
同じ女児、5歳。年齢と共に痕が目立たなくなっていくのが分かる。
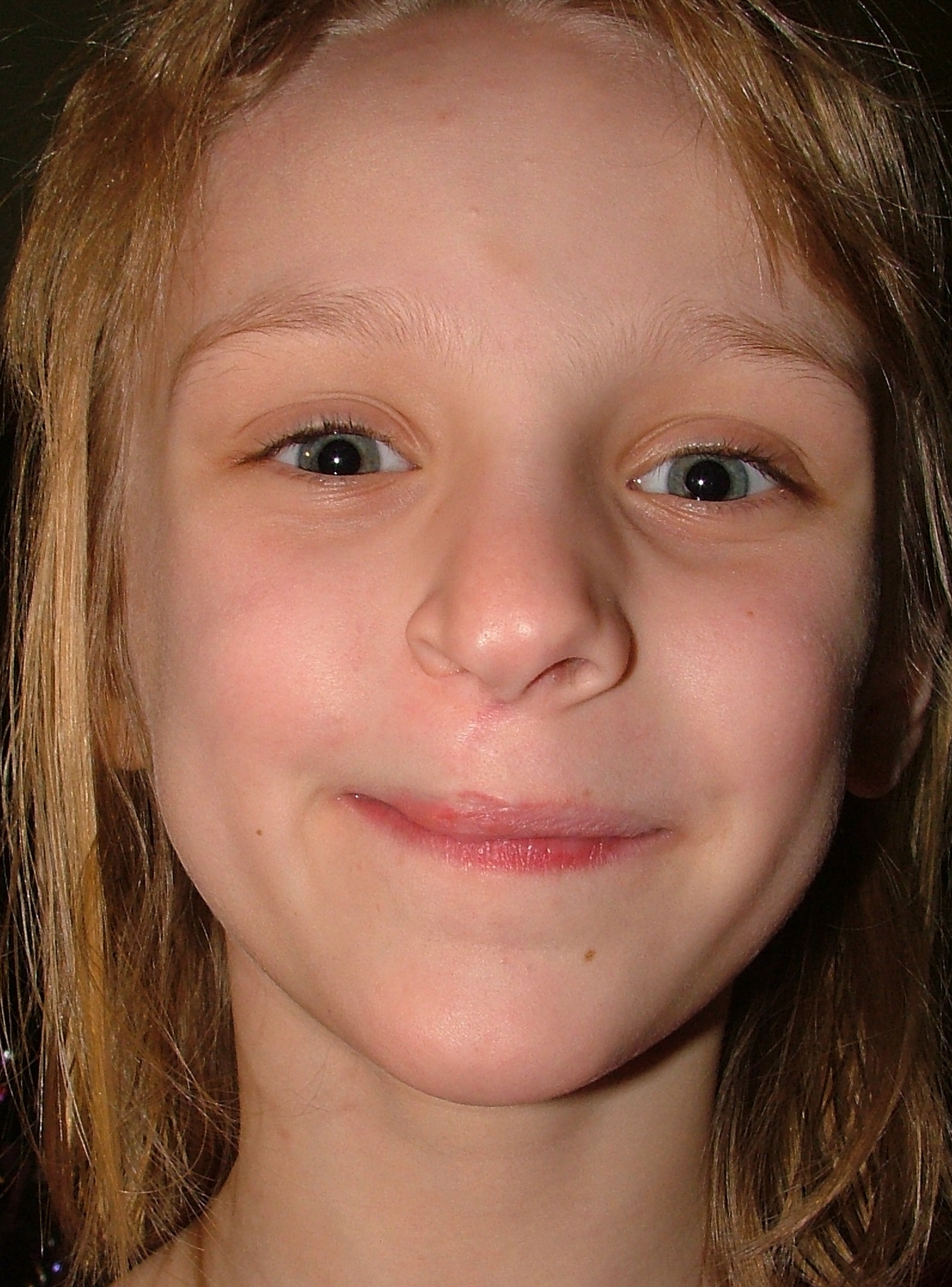
同じ女児、8歳。痕はほとんどなくなっている。

上記少女の完全回復は紹介サイトにて閲覧可能。

## グループごとの有病率
出産時における口唇裂の有病率、口蓋裂を伴うまたは伴わない口唇裂 (CL +/- P)口蓋裂のみ (CPO)は、人種・地域グループごとに違う。
(CL +/- P) の有病率が最高だったのは、ネイティブ・アメリカンとアジア人である。アフリカ人は、有病率が最も低かった。
- ネイティブ・アメリカン: 3.74人/1000人中
- 日本人: 0.82人 - 3.36人/1000人中
- 中国人: 1.45人 - 4.04人/1000人中
- 白人: 1.43人 - 1.86人/1000人中
- ラテンアメリカ人: 1.04人/1000人中
- アフリカ人: 0.18人 - 1.67人/1000人中

CPOの発生率は、白人、アフリカ人、北米原住民族、アジア人とも類似していた。

## 論争
胎児を生命の危険にさらすほどの重篤な問題ではないにもかかわらず、口唇裂・口蓋裂が、合法的な期限を越えてまで人工中絶をする理由になる国もある（一般的に許容される、または公式に是認される場合を含める）。
人権活動家の中には、この「美容殺人 ("cosmetic murder")」という行為は優生学に当たると主張する者もいる。テレビでも活躍するイギリスの女性牧師で、自身、先天的にあごに奇形（口唇口蓋裂ではない）を持って生まれたジョアンナ・ジェプソン (Joanna Jepson) は、イギリス国内でのこの種の行為を止めるため、2001年にヘレフォードシャーで、妊娠28週間（法的には24週間までが期限）の胎児を中絶した医師2名を非合法殺人 (unlawful killing) として訴え、法的な行動を起こした。1967年中絶法 (Abortion Act 1967) では、「深刻な障害」ではない場合、中絶を認められないが、この法律には「深刻な障害」の定義がないまま、口唇裂・口蓋裂が、その「深刻な障害」かどうかが争われた。ジェプソンによれば、ジェプソンは口唇裂・口蓋裂よりも、さらに深刻な顔の奇形があることをもとに、口唇裂・口蓋裂は「深刻な障害」ではなく、実際に患者は完璧に満足のいく処置を行っているため、これらの胎児を中絶するのは非合法殺人であると主張した。これに対し、ウェスト・マーシア (West Mercia) と検察庁 (CPS) は2005年に、2人の医師は善意で中絶を行ったとした。これにプロチョイス団体の Abortion Rights は、歓迎の意を表明した。警察は、（大きくなった胎児の中絶による）母親の生命への危険に対して懸念を表明した。警察の懸念に対し、プロライフ団体であるプロライフ同盟 (ProLife Alliance) は、「我々は、この中絶が持つ、胎児の生命を絶つ衝撃について懸念を表明する」とコメントした。

## 口蓋裂で生まれてきた著名人

### 歴史上の人物
ドク・ホリデイ
アメリカ西部開拓時代の歯科医、ギャンブラーでありガンマン。通常はワイアット・アープとの友達関係やOK牧場の決闘で思い出される。
ツタンカーメン
エジプトのファラオ。診察図によれば、わずかに口蓋裂があったようである。
タッド・リンカーン
エイブラハム・リンカーンの末息子で四男。
尚益王
琉球王国第12代国王。口唇裂があるため、中国の福州に補唇術があると聞いた祖父の第11代国王尚貞王が習得を命じ、高嶺徳明を福州に派遣した。尚益は10歳の時に手術を受けた。
山県昌景
甲斐武田氏の家臣で、武田四名臣の一人。身長は130cmから140cmと小柄で、体重も軽く、痩身で兎唇の醜男だったと言われている。
ギリシャ王子アンドレアス
ギリシャ王ゲオルギオス1世の四男で、イギリス女王エリザベス2世の王配エディンバラ公フィリップの父。
ソルギルス・スカルティ
10世紀のヴァイキング戦士。イングランドの街スカーブラの創設者。中世アイスランドのサガであるコルマクのサーガによれば、ソルギルスのニックネームであるスカルティ (Skalthi) は口唇裂という意味で、共に砦を作った兄コルマクル・ウグムンダルソンによって「スカルティの砦」を意味する Skarðaborg（スカ―ブラ; Scarborough の語源）と名付けられた。

### 現代
| Name                          | Comments                                                                                             | 出典          |
| ----------------------------- | --- | ------------- |
| ユルゲン・ハーバーマス        | ドイツの哲学者、社会学者                                                                             | [ 16 ]        |
| ダリオ・サリッチ              | クロアチアのプロバスケットボール選手。リオデジャネイロオリンピック、NBAなどでプレー                  | [ 17 ]        |
| ステイシー・キーチ            | アメリカの俳優、ナレーター                                                                           | [ 18 ]        |
| チーチ・マリン                | アメリカの俳優、コメディアン                                                                         | [ 19 ]        |
| 中川昭一                      | 日本の政治家、衆議院議員、閣僚                                                                       | [ 20 ]        |
| ほしのディスコ（パーパー）    | 日本のお笑い芸人、歌手                                                                               | [ 21 ] [ 22 ] |
| リュボ・ミリチェヴィッチ      | オーストラリアのサッカー選手。オーストラリア代表、U-20代表キャプテン、スイスやクロアチアなどでプレー | [ 23 ]        |
| オーウェン・シュミット        | アメリカンフットボールリーグNFLの選手、ポジションはフルバック                                        | [ 24 ]        |
| ティム・ロット                | イギリスの著述家、ジャーナリスト                                                                     | [ 25 ]        |
| リチャード・ホーリー          | イギリス人ミュージシャン                                                                             | [ 25 ]        |
| カーミット・ベイチャー        | アメリカのダンサー、歌手                                                                             | [ 26 ] [ 27 ] |
| ジェリー・バード (Jerry Byrd) | ルイジアナ州ボージャーシティで活躍したアメリカのスポーツライター                                     | [ 28 ]        |

## その他
- 兎口を表現したとみられる土製品は縄文時代には見られ、山梨県笛吹市御坂町上黒駒遺跡（縄文中期）から出土した土偶がある（文化遺産オンラインで確認可能）。また和歌山県和歌山市の古墳時代の遺跡である大日山35号墳から出土した両面埴輪の一面も兎口として表現されている（「和歌山県立紀伊風土記の丘 収蔵品データベース」で確認可能）。
- 群馬県の俗信として、妊婦が兎肉を食べると兎口になるというものがある（ウサギ#食肉を参照）。